# Pakawi Park
Pakawi Park (anciennement nommé Olmense Zoo) est un parc zoologique belge flamand situé dans la province d'Anvers, à Olmen.
Le parc n'est pas membre de l'Association européenne des zoos et aquariums (EAZA).

## Histoire
Ancien capitaine de la zone portuaire d'Anvers, Louis Roofthooft recherche au milieu des années 1970 un lieu pour installer sa collection privée d'animaux. Son choix se porte sur un site près du canal Dessel-Kwaadmechelen. En 1976, il s'installe dans son parc privé à Olmen avec ses animaux. Louis Roofthooft était également propriétaire d'un cirque dont il installa le chapiteau à côté du domaine pour des représentations quotidiennes. Le succès ne fut pas au rendez-vous à l'ouverture, le cirque n'attirait pas de spectateurs. De plus, ses artistes travaillaient aussi en tant que gardiens du zoo. Roofthooft décède au début des années 1990 et le parc est mis à la vente.
En 1995, la famille Verheyen reprend le parc. Grâce à cet achat, la famille peut fournir un logement convenable à leur propre collection privée. Les nouveaux propriétaires comprennent l'intérêt de créer de bonnes conditions de vie pour les animaux et s'emploient à améliorer la visite pour augmenter le nombre d'entrées. En 1995, le parc attire environ 9 000 visiteurs. L'infrastructure existante est réorganisée les premières années. Les animaux reçoivent plus d'espace sous forme d'îles et de biotopes naturels, ce qui est apprécié par le public. Peu à peu, le parc évolue et grandit pour devenir un zoo privé à part entière de douze hectares avec plus de 200 d'espèces d'animaux. De plus, une ferme des enfants, une aire de jeux, des châteaux gonflables et des trampolines complètent l'offre.
Environ 200 000 visiteurs passeraient les portes du Olmense Zoo chaque année.[réf. nécessaire][Quand ?]
Il est fermé le 11 octobre 2017 par Ben Weyts pour cause d'infractions envers le bien-être animal, et rouvre le 18 novembre,avec une nouvelle licence, après avoir résolu la plupart des problèmes. Le 19 Juin 2019, le zoo change de nom et devient "Pakawi Park" en l'honneur des 2 tigres mascottes du parc: Paka et Awi. Décédés, Awi était une tigresse blanche alors que son frère Paka était roux.

## Félidés

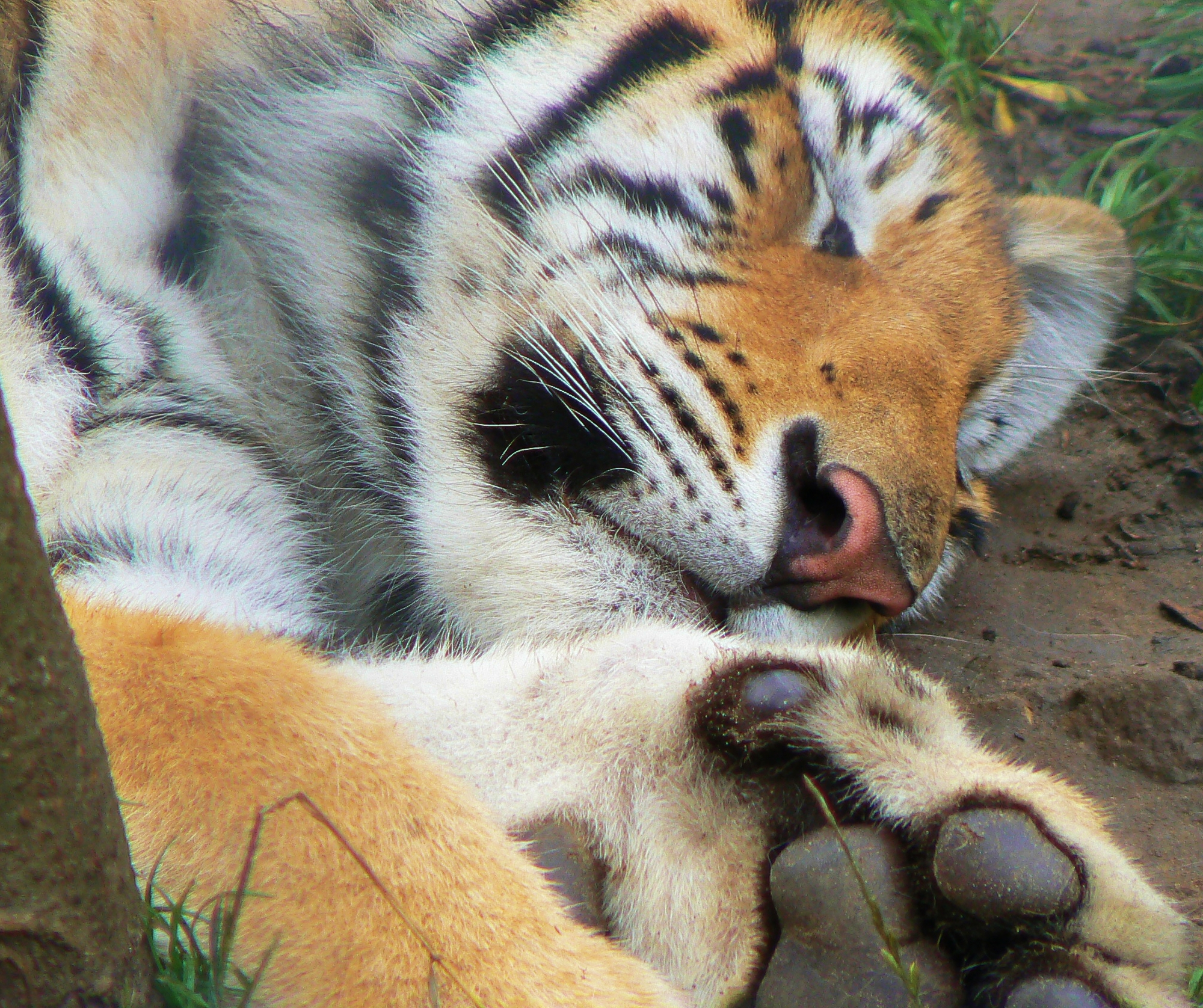
Tigre de Sibérie.

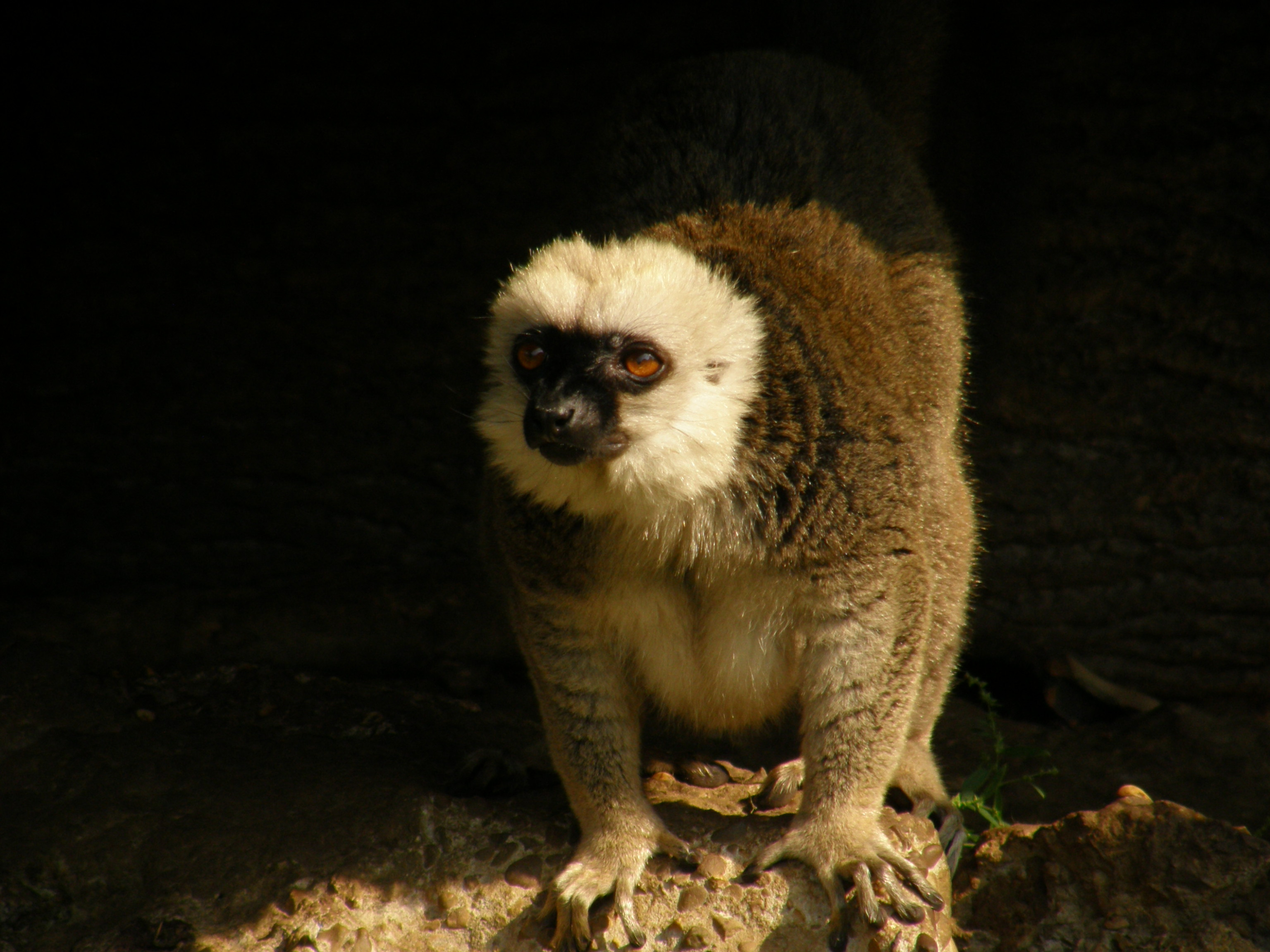
Maki.

Pakawi Park est spécialisé dans les félins. Ainsi, il comprend des lions d'Afrique, des lions blancs, des chats des marais, des tigres, des panthères noires, des lynx d'Eurasie, des servals, des pumas et des guépards.

## Ménagerie
Le zoo possède également une grande collection d'échassiers, tels la grue antigone, le flamant du Chili, la grue royale, le héron garde-bœufs, le bihoreau gris, l'ibis puna, l'ibis sacré, l'ibis rouge ou l'ibis à face noire. Le parc abrite aussi le musée des oiseaux, des springboks, des wallabies, des araignées, des renards à oreilles de chauve-souris, des loups blancs. D'autres espèces sont le maki vari noir et blanc, de nombreux singes comme le gibbon, chimpanzé, saïmiri, capucin mais aussi les rapaces que sont le caracara, crécerelle d'Amérique, buse variable, vautour fauve, aigle des steppes, harfang des neiges, pygargue à tête blanche, hibou grand-duc ou encore le martin-chasseur géant et le bucorve. Le vivarium des reptiles mais aussi des oiseaux exotiques tels des perroquets, des perruches sont également hébergés dans le Olmense Zoo. Le bois des ours est une installation pour les ours brun et les loups arctiques.
L'année 2011 voit la restauration de la savane de deux hectares qui accueille élands, gnous, antilopes, zèbres, autruches et sitatungas. Le parc acquis des éléphants, des girafes et de petites espèces d'antilopes. Une serre tropicale fut construite.
En 2022, le parc commence le financement de "Monkey Island" afin de fournir un meilleur enclos aux chimpanzés.

## Conservation
Le parc n'est pas membre de l'Association européenne des zoos et aquariums (EAZA), mais a déjà posé une candidature afin de la rejoindre.

## Accidents
En 2007, une femme de 37 ans est morte tuée par deux guépards, après s'être introduite dans leur enclos. Il s'agit du quatrième accident avec des fauves, en cinq ans.